# Hamnfjärden
Hamnfjärden är en sjö i eller avsnörd havsvik i Kristinestads kommun i landskapet Österbotten. Vid sjön, som är omkring 29 hektar stor, finns ett fågeltorn.